# Lac Claire (Alberta)
Le lac Claire (en anglais : Lake Claire) est le plus grand lac situé exclusivement dans la province d'Alberta, au Canada. Il est situé à l'intérieur du Wood Buffalo National Park, à l'ouest du lac Athabasca, entre les embouchures de rivière de la Paix et de la rivière Athabasca, et fait partie du système du delta Peace-Athabasca.
Le lac a une superficie totale de 1 436 km2, y compris les 21 km2 des îles situées sur le lac, et se trouve à une altitude de 213 m.
Le lac est alimenté par la Birch River et la McIvor River, et le système lacustre comprend également Baril Lake et Mamawi Lake. Les eaux du lac s'écoulent dans la rivière de la Paix, ont pour bassin versant l'océan Arctique à travers la rivière des Esclaves, le Grand lac des Esclaves et le fleuve Mackenzie.